# Xarma (sockenhuvudort i Kina, Tibet Autonomous Region, lat 30,80, long 92,68)
Xarma (kinesiska: Xiama, 夏玛, 夏玛乡) är en sockenhuvudort i Kina. Den ligger i den autonoma regionen Tibet, i den sydvästra delen av landet, omkring 200 kilometer nordost om regionhuvudstaden Lhasa. Antalet invånare är 4 178. Befolkningen består av 2 043 kvinnor och 2 135 män. Barn under 15 år utgör 36 %, vuxna 15-64 år 59 %, och äldre över 65 år 4,0 %.
Runt Xarma är det mycket glesbefolkat, med 2 invånare per kvadratkilometer. Det finns inga andra samhällen i närheten. Trakten runt Xarma består i huvudsak av gräsmarker.
Genomsnittlig årsnederbörd är 974 millimeter. Den regnigaste månaden är juli, med i genomsnitt 204 mm nederbörd, och den torraste är december, med 6 mm nederbörd.